# Roberto D'Aversa
Cet article possède des paronymes, voir Robert d'Aversa.
Roberto D'Aversa, né le 12 août 1975 à Stuttgart (RFA), est un footballeur italien reconverti en entraîneur. En tant que joueur, il a évolué au poste de milieu de terrain.

## Carrière

### Joueur
Roberto D'Aversa a évolué dans douze clubs différents au cours de sa carrière de joueur. Il a joué au sein de l'élite italienne avec les clubs de Sienne et de Messine. Il a disputé un total de 97 matchs en Serie A, inscrivant deux buts.

### Entraîneur
En 2014 il devient entraineur du Virtus Lanciano où il s'est reconverti après sa carrière de joueur.
Depuis le 3 décembre 2016, il est aux commandes du Parme FC avec lequel il est monté en Serie B, puis en Serie A la saison suivante.
Le 23 août 2020, il est démis de ses fonctions. 
Début juillet 2021 il devient le nouvel entraineur de la UC Sampdoria. Il signe un contrat de deux saisons. 
Fin juin 2023, il signe à l'US Lecce. Le 11 mars 2024, il est démis de ses fonctions à la suite du coup de tête sur l'attaquant de l'Hellas Vérone Thomas Henry.